# 焼畑商業
焼畑商業（やきはたしょうぎょう）とは、社会問題となっている、大型チェーンストアの出店方式のひとつ。焼畑（式）農業になぞらえ、地域の商業地の商機を一網打尽に奪った挙句、過当競争によって採算が取れなくなると撤退する事業展開をとる事業者およびその行為を意味する。

## 概要
近隣の山地に立つ樹木を伐採・焼却して生じる灰を肥料に使用して成り立つ焼畑（式）農業のように周囲の環境との共生・共存を無視して利益追求を図り、灰の材料である樹木が絶滅し次第畑を廃棄して別の耕作地へと移っていくかのように商機を失った商業地を見捨てて他の地域に移る傾向の強い商業店の商業行為をいう。
即ち、（期待した収益の上がっている間は店舗を構えてその地で小売業を続けるが）近隣に競合する店舗ができたり、新しい道路が整備され交通条件が変化するなどにより、店舗の運営効率が悪化すればその店舗を閉鎖し、「畑」を替えるかのように他の地域に出店する大型店の出店方式を比喩（ひゆ）的、かつ批判的に表現した用語である。
多くの大型店が借地で店舗建物もリース形態をとり、建物や施設の構造も簡易で撤退もしやすいような仕組みを取っていることも影響している。
問題点としては、次のとおり。
- 第一に、客の来なくなった土地を見捨て、他の地域に移ればよいという安易かつ傲慢な考え。地域の圧倒的な一番店として君臨し、一人勝ちを目指すやり方で、根無し草で地域に責任を持とうとしない[1]典型的な資本の論理との批判もある。
- 第二に、その地域や住民の生活を豊かにして貢献するという発想に欠け、短期的視点から利用し尽くすという考え。商業用地の一種の使い捨てにもつながり、持続可能性の観点からも問題を含んでいると指摘されている。